# 新四军浙东游击纵队政治部旧址
29°54′40″N 121°04′38″E / 29.911181°N 121.077128°E
新四军浙东游击纵队政治部旧址是浙江省余姚市一处全国重点文物保护单位，位于梁弄镇晓岭街。1943年4月梁弄被新四军占领后，东三战区三北游击司令部、政治部进驻此处，12月更名为新四军浙东游击纵队政治部。2006年，旧址与其他曾被浙东抗日根据地使用的建筑一道被列入第六批全国重点文物保护单位中的浙东抗日根据地旧址项目。